# میشل بیوگه
میشل بیوگه (انگلیسی: Michel Biyoghé؛ زادهٔ ۹ دسامبر ۱۹۷۰) بازیکن فوتبال اهل گابن بود.
وی همچنین در تیم ملی فوتبال گابن بازی کرده است.